# Virová sterilní zakrslost ovsa
Virová sterilní zakrslost ovsa je nakažlivé onemocnění ovsa, pšenice, ječmene, žita, kukuřice a řadu druhů divoce rostoucích trav z čeledě lipnicovitých. Je častější v chladnějších oblastech. Původcem je virus sterilní zakrslosti ovsa (OSDV) z čeledi Reoviridae. Přenašečem jsou křísi rodu Psammottetix a ostruhovník průsvitný (Calligypona pellucida), kteří sají na rostlinách. Zdrojem nákazy pro pěstované rostliny jsou nakažené trávy.
U ovsa způsobuje choroba antokyanové, tmavě modrozelené zbarvení listů, zakrsávání, napadené rostliny silně odnožují, podle stupně nakažení se snižuje počet metajících lat, nebo rostliny nemetají vůbec. V době sklizně tak zůstávají stále zelené a neplodí. U pšenice a ječmene probíhá choroba mírněji, virus je ale patogenní pro jílek vytrvalý a jílek mnohokvětý, kde podobně jako u ovsa způsobuje zakrsávání, tmavé zbarvení listů, silnou tvorbu odnoží a předčasnou smrt rostliny.
Rostliny mohou být nakaženy sterilní zakrslostí ovsa a zároveň i jinou virovou chorobou, jako je proužkovitost pšenice nebo žlutá zakrslost ječmene.
Nemoc je neléčitelná, obrana spočívá v ochraně rostlin proti křísům.